# 安娜·平诺克
安娜·平诺克（Anna Pinnock）是一位女性布景师，凭借以下作品获得过五次奥斯卡最佳美术指导提名，以《布达佩斯大饭店》获奖。 
- 高斯福庄园/Gosford Park (2002) - 提名[1]
- 黄金罗盘/The Golden Compass (2007) - 提名
- 少年派的奇幻漂流/Life of Pi (2012) - 提名[2]
- 布达佩斯大饭店/The Grand Budapest Hotel (2014) - 获奖[3]
- 魔法黑森林/Into the Woods (2014) - 提名[3]